# 格林伍德鎮區 (阿肯色州波因塞特縣)
格林菲爾德鎮區（英語：Greenfield Township）是位於美國阿肯色州波因塞特縣的一個行政鎮區。

## 地方資料
格林菲爾德鎮區的面積為241.18平方千米，當中陸地面積為239.40平方千米，而水域面積為1.78平方千米。根據2010年美國人口普查的數據，當地共有人口2492人，而人口密度為每平方千米10.33人。